# Tokyos svartkattstjej
Tokyos svartkattstjej är en manga som är tecknad av Mia Ikumi. Serien har bland annat publicerats i en av Tokyo Mew Mew-böckerna, som Ikumi också har skapat.

## Handling
Tokyos svartkattstjej handlar om Hime, som är en helt vanlig flicka. En dag dyker roboten Masya upp (som även är med i Tokyo Mew Mew) och berättar för henne att hon är rättvisans hjältinna. Samma dag hade Hime precis fått en pojkvän vid namn Noda, och han vet inte om att Hime är en människokatt som ska rädda Tokyo från monster. Hime vill berätta det, men kan inte. En dag när Noda är i gymnastiksalen, infinner sig ett monster. Hime förvandlar sig - och hemligheten blir avslöjad.